# Красний Забійник
Красний Забійник (також 20 км) — пасажирська зупинна залізнична платформа Криворізької дирекції Придніпровської залізниці.
Розташована поблизу с. Чабанове, Криворізький район, Дніпропетровської області на лінії Рядова — Мусіївка між станціями Рядова (20 км) та Грекувата (11 км).
На платформі зупиняються приміські електропоїзди.